# تپه پیربنو (۲)
تپه پیربنو (۲) مربوط به سده‌های متاخر دوران‌های تاریخی پس از اسلام است و در شهرستان استهبان، بخش رونیز، دهستان خیر، کیلومتری ۳ جاده روستای سهل آباد به خانه کت، سمت راست جاده، حاشیه دریاچه بختگان واقع شده و این اثر در تاریخ ۱۸ شهریور ۱۳۸۷ با شمارهٔ ثبت ۲۳۳۹۴ به‌عنوان یکی از آثار ملی ایران به ثبت رسیده است.